# ポランコ (メキシコシティ)
ポランコ（スペイン語: Polanco）は、メキシコシティのミゲル・イダルゴの地区で、高級住宅街として知られる。東西に走るプレシデンテ・マサリク通りは国際的な高級ブランドショップが立ちならぶ一画として知られる。
旅行ガイド類でしばしば「メキシコシティのビバリーヒルズ」と呼ばれる。

## 概要

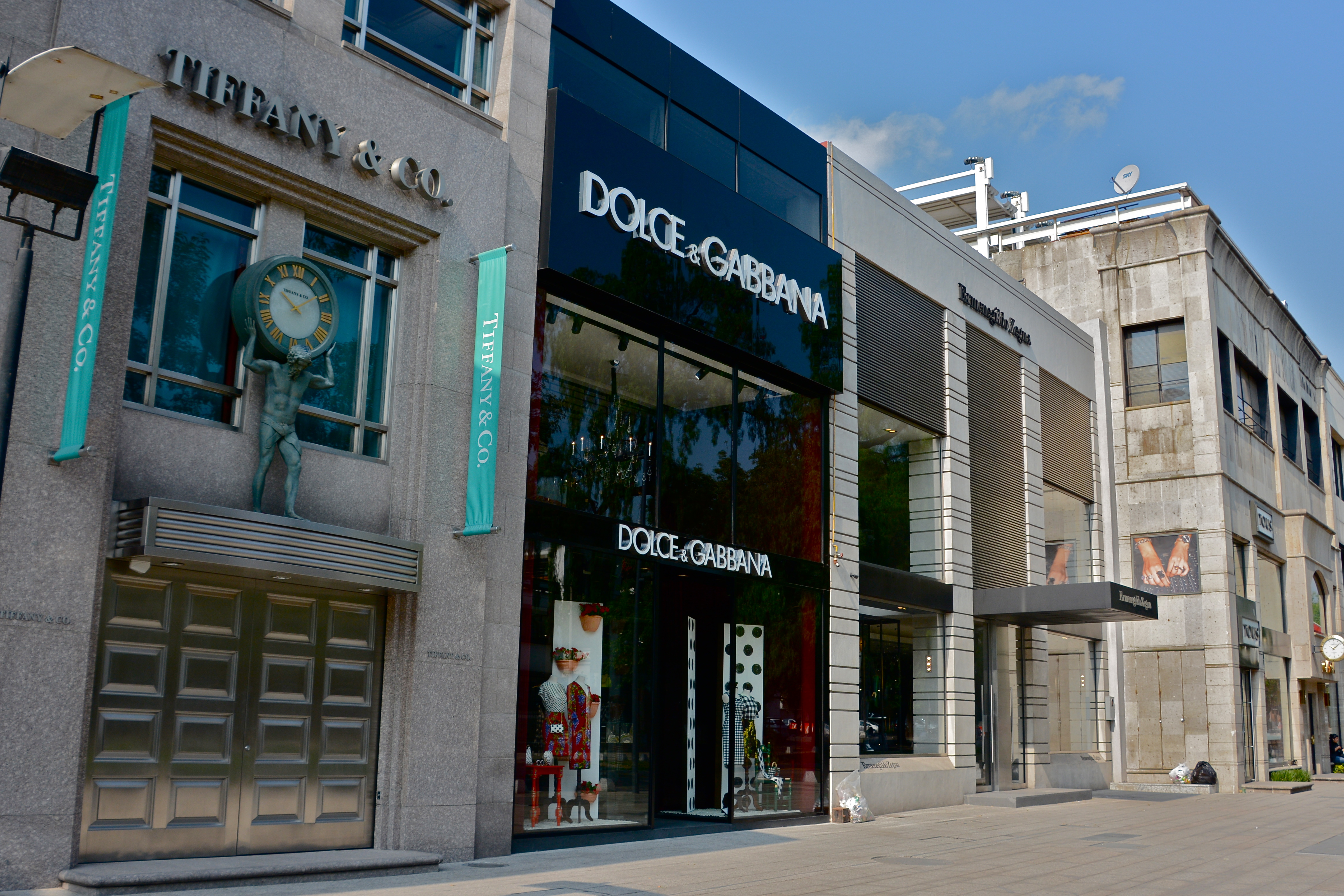
マサリク通りのブランド店

ポランコは北をエヘルシート・ナシオナル通り（国軍通り）、東をヘネラル・マリアノ・エスコベド通り、南をレフォルマ通りとチャプルテペク、西をマヌエル・アビラ・カマチョ通りに囲まれた地区である。
ポランコの名前は近く（今のカンポス・エリセオス通り）をかつて流れていた川に由来する。川そのものはスペインのイエズス会士だったフアン・アルフォンソ・デ・ポランコ (Juan Alfonso de Polanco) から名を得ている。
ポランコは主に中流・上流階級の人々が住む。ポランコに住んだ有名な人物にはラサロ・カルデナス、ミゲル・アレマン、エミリオ・ポルテス・ヒルらの歴代大統領、俳優のマリア・フェリックスや映画監督のエルネスト・アロンソ、画家のダビッド・アルファロ・シケイロスらがある。スペイン人、ユダヤ人、ドイツ人、レバノン人などの外国人も多く、メキシコシティでもっとも多様な文化を持つ地区になっている。
目抜き通りのプレシデンテ・マサリク通りの名は1936年につけられた。チェコスロバキア初代大統領のトマーシュ・マサリクから名を得ており、ここに住むユダヤ人コミュニティによって人権とユダヤ人の守り手と考えられていたマサリクをたたえて命名された。2000年にチェコ政府はマサリク大統領の像を寄贈した。他の通りは人文学者、哲学者、作家などの名がつけられている（ホメーロス、モリエール、ホラティウスなど）。

## 主要な建物

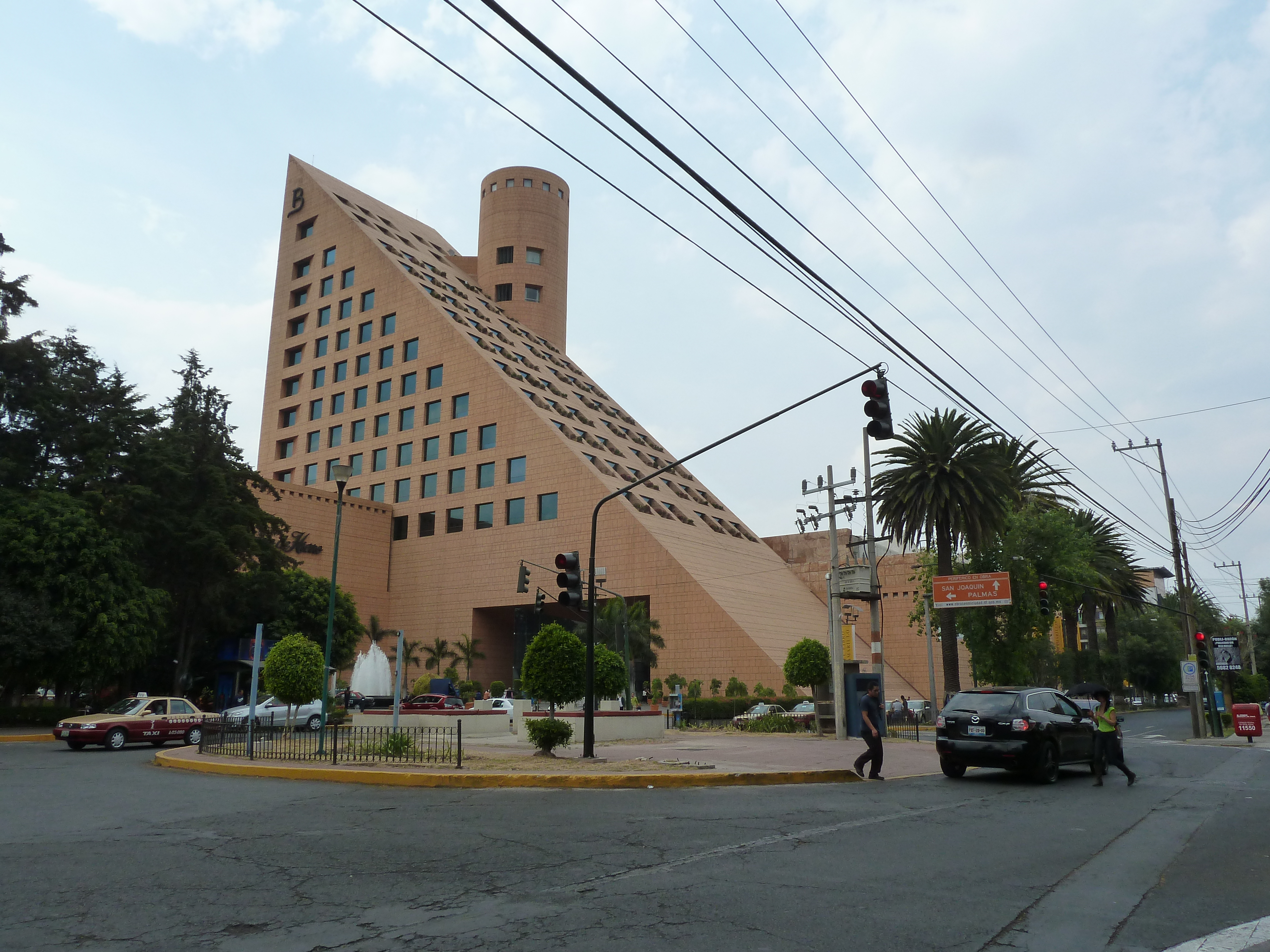
パラシオ・デ・イエロのポランコ店

プレシデンテ・マサリク通りはメキシコおよびラテンアメリカ全体でもっとも贅沢なブティックやレストランなどの立ち並ぶ通りとして知られる。世界のベストレストラン50に選ばれたPujol、Quintonilなどの有名店はいずれもポランコ地区にある。
ポランコの中央南部にはリンコルン（リンカーン）公園があり、シカゴのリンカーン・パークにあるリンカーン像のレプリカが置かれている。またマーティン・ルーサー・キング・ジュニアの像もある。
ポランコには高級ホテルも多い。ハイアット・リージェンシー・メキシコシティ（旧ホテル・ニッコー・メキシコ）の建物は1987年に竣工した142メートルの超高層ビルである。
ほかにデパートのリベルプール、ショッピングセンターのパラシオ・デ・イエロなどがある。

## 歴史
ポランコ地区は植民地時代にはサンフアン・デ・ロス・モラレスという名前のアシエンダであった。モラレスというのはクワのことで、クワが栽培されていたことからこの名がついた。メキシコ革命以後、1920年代後半にメキシコシティの人口拡大が起きたが、ポランコはレフォルマ通りの延伸とチャプルテペクへの近さから、上流・中流階級が騒がしいメキシコシティ中心部から逃れて新たな住宅を建てるために魅力的な地域であった。
1985年のメキシコ地震以後、被害の大きかったメキシコシティの中心部から多くの人々がポランコに移り住み、ポランコには会社、大使館、学校、高級ホテルなどが建てられた。1990年代以降急速に発達した。

## ヌエボポランコ

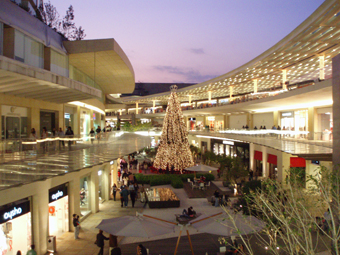
アンタラ・ファッション・ホール

ポランコの北に隣接するグラナダ地区およびアンプリアシオン・グラナダ地区は工業地帯だったが、ヌエボポランコ（Nuevo Polanco。「ニューポランコ」とも）の名で2008年から急速に開発が進んだ。ただしポランコのような緑地を欠くという批判もある。
ヌエボポランコにはソウマヤ美術館のプラサ・カルソ館、フメックス美術館 (es:Museo Jumex) 、ショッピングセンターのアンタラ・ファッション・ホール (es:Antara Fashion Hall) などがある。